# Константин: Повелитель тьмы
«Константи́н: Повелитель тьмы» (англ. Constantine) — супергеройский фильм ужасов режиссёра Фрэнсиса Лоуренса, основанный на серии комиксов Hellblazer, публиковавшейся издательством DC Comics. Премьера состоялась 8 февраля 2005 года.
При бюджете в 70—100 млн долларов фильм собрал в прокате 230,8 млн, но удостоился смешанных отзывов со стороны критиков. Впоследствии получил культовый статус.
В сентябре 2022 года компания Warner Bros. анонсировала сиквел фильма.

## Сюжет
В современном Лос-Анджелесе живёт экзорцист и медиум Джон Константин, способный видеть потустороннее. В юности он, не выдержав этого дара, совершил самоубийство, но был реанимирован. За время клинической смерти Джон успел побывать в аду. После этого он начал бороться с проникающими в мир демонами, за годы работы став легендарным экзорцистом и защитив множество людей. Сейчас, из-за заядлого курения, у Джона терминальная стадия рака легких; он должен умереть в ближайшее время, после чего, будучи самоубийцей, отправится в ад. Джон считает, что должен был бы получить отпущение греха, хотя ангел-полукровка Габриэль и объясняет ему, что Богу важно раскаяние, а Джон все свои подвиги совершал из эгоизма, стремясь заслужить прощение.
Анджела Додсон, детектив полиции, расследует гибель своей сестры-близнеца Изабель, прыгнувшей c крыши психиатрической больницы, куда попала из-за видений потустороннего мира. В детстве обе сестры видели потустороннее, но когда Изабель признали психически нездоровой, Анджела стала говорить, что ничего необычного не видит; через какое-то время видения действительно её оставили. Анджела не верит, что её набожная сестра могла совершить самоубийство. Анджела приходит к Константину; тот сначала выпроваживает её, но затем решает помочь. Он объясняет, что Бог и Люцифер заключили пари, ставкой в котором стали души всех людей. Ангелы и демоны не покидают пределов рая и ада; в мире позволено находиться лишь полукровкам, которые могут подталкивать людей к добру или злу, но не вправе прямо заставить поступить определённым образом. Джон на короткое время «заглядывает» в Ад и получает доказательство того, что Изабель действительно там. Желая убедиться в правоте Джона, Анджела просит отправить её на короткое время в Ад. Джон выполняет просьбу, предупредив, что это вернёт девушке способности медиума и позволит снова видеть демонов; сами демоны тоже будут видеть её из-за её способности, и она больше не сможет оставаться в стороне.
Нечисть ведёт себя слишком агрессивно, Джон чувствует, что надвигается что-то страшное. Два его старых товарища, Бимэн и отец Хеннесси, ценой своих жизней наводят экзорциста на разгадку: сын Люцифера Маммон собирается нарушить перемирие и создать своё царство на Земле, но для этого ему нужен сильный медиум. Полудемон Бальтазар под угрозой быть отправленным на небеса сообщает, что Маммон получил легендарное Копье Судьбы, которое может открыть ему проход в мир людей. Пока Константин занимается расследованием, Анджелу похищают — она и есть тот медиум, который необходим Маммону; полудемоны намереваются провести ритуал «рождения» Маммона из тела девушки. Вместе со своим юным помощником Чэсом Креймером Константин отправляется в больницу, где держат похищенную Анджелу. Уничтожив демонов, он пытается изгнать Маммона, но вмешивается Габриэль. Полагая, что приход Ада на Землю очистит людей и сделает их достойными любви Бога, Габриэль убивает Чэса и собирается завершить ритуал, Копьём Судьбы вспоров живот Анджеле и выпустив Маммона. Константин вскрывает себе вены, зная, что Люцифер лично явится за его душой; так и происходит. Константин сообщает Люциферу о планах его сына; не желая нарушать договор с Небесами, тот останавливает Габриэль, низвергает Маммона обратно в Ад и уничтожает крылья Габриэль адским пламенем.
Люцифер в долгу перед Константином, и в оплату предлагает исполнить любое его желание. Джон просит отпустить душу Изабель в Рай, хотя для него это означает немедленную смерть и Ад. Люцифер, отпустив девушку, пытается забрать Константина, но не может сделать этого: Джон, пожертвовав собой, получил очищение от грехов. Его душа начинает возноситься навстречу райскому свету. Взбешённый Люцифер оживляет Джона, излечивает его от рака — ведь это единственный шанс, что тот снова согрешит и попадёт в Ад — и уходит. Анджела приходит в себя, а Габриэль становится обычной смертной женщиной. Габриэль пытается спровоцировать Константина на её убийство, чтобы попасть в Рай на правах мученицы, но Джон ограничивается тем, что бьёт её по лицу со словами: «Это называется боль. Привыкай».
Последняя сцена — свидание Константина и Анджелы на крыше небоскрёба на фоне огней ночного города. Константин приносит Анджеле Копье Судьбы и просит спрятать его в надёжном месте. По окончании разговора он привычным движением лезет во внутренний карман, будто хочет закурить, но вместо пачки сигарет достаёт жевательную резинку.
В сцене после титров Константин приходит на могилу Чэса. Он говорит: «Ты молодец, малыш», кладёт на надгробный камень свою зажигалку и медленно удаляется. Услышав сзади шелест крыльев, он оборачивается и видит Чэса в белых одеждах и с крыльями ангела. Чэс улыбается, делает взмах крыльями и исчезает в небе.

## В ролях
| Актёр              | Роль                     |
| ------------------ | ------------------------ |
| Киану Ривз         | Джон Константин          |
| Рэйчел Вайс        | Анджела / Изабель Додсон |
| Шайа Лабаф         | Чэс Крэймер              |
| Тильда Суинтон     | Габриэль                 |
| Джимон Хонсу       | Миднайт                  |
| Макс Бэйкер        | Бимэн                    |
| Пруитт Тейлор Винс | отец Хеннесси            |
| Гэвин Россдэйл     | Бальтазар                |
| Петер Стормаре     | Люцифер                  |
| Лаз Алонсо         | охранник в морге         |
| Хосе Суньига       | детектив Вайс            |
| Чад Стахелски      | демон в больнице         |

## Награды и номинации
| Год  | Результат  | Премия                                 | Категория             |
| ---- | ---------- | -------------------------------------- | --------------------- |
| 2005 | Номинант   | Golden Trailer Awards                  | Лучший трейлер        |
| 2005 | Номинант   | Teen Choice Awards                     | Лучший крик           |
| 2006 | Победитель | ASCAP Film and Television Music Awards | Лучший кассовый фильм |
| 2006 | Номинант   | Сатурн                                 | Лучший фильм ужасов   |

## Саундтреки
Дирижёр: Брайан Тайлер

Оркестр: The Hollywood Studio Symphony
| №                   | Название                 | Длительность |
| ------------------- | ------------------------ | ------------ |
| 1.                  | «Destiny»                | 2:00         |
| 2.                  | «The Cross Over»         | 2:42         |
| 3.                  | «Meet John Constantine»  | 2:39         |
| 4.                  | «Confession»             | 2:32         |
| 5.                  | «Deo et Patri»           | 1:16         |
| 6.                  | «Counterweight»          | 2:47         |
| 7.                  | «Into the Light»         | 2:54         |
| 8.                  | «I Left Her Alone»       | 1:40         |
| 9.                  | «Resurrection»           | 2:04         |
| 10.                 | «Circle of Hell»         | 5:38         |
| 11.                 | «Last Rites»             | 1:55         |
| 12.                 | «Encountering a Twin»    | 1:06         |
| 13.                 | «Flight to Ravenscar»    | 0:52         |
| 14.                 | «Humanity»               | 2:58         |
| 15.                 | «John»                   | 1:31         |
| 16.                 | «Someone Was Here»       | 1:44         |
| 17.                 | «Hell Freeway»           | 2:43         |
| 18.                 | «Ether Surfing»          | 1:13         |
| 19.                 | «The Balance»            | 2:26         |
| 20.                 | «Absentee Landlords»     | 1:35         |
| 21.                 | «John’s Solitude»        | 1:25         |
| 22.                 | «Lucifer»                | 1:56         |
| 23.                 | «Rooftop»                | 1:18         |
| 24.                 | «Constantine End Titles» | 2:39         |
| 25.                 | «Passive»                | 4:15         |
| Общая длительность: | Общая длительность:      | 51:47        |

## Сиквел
В сентябре 2022 года сайт Deadline Hollywood объявил о том, что компания Warner Bros. займётся разработкой сиквела фильма «Константин», главную роль в котором должен исполнить Киану Ривз, а режиссёром стать Фрэнсис Лоуренс.